# Nowe Duninówko
Nowe Duninówko (Pęplin) –  nieoficjalna nazwa przysiółka wsi Duninowo w Polsce położona w województwie pomorskim, w powiecie słupskim, w gminie Ustka.
W latach 1975–1998 miejscowość administracyjnie należała do województwa słupskiego.